# Mussaenda hossei
Mussaenda hossei là một loài thực vật có hoa trong họ Thiến thảo. Loài này được Craib ex Hosseus mô tả khoa học đầu tiên năm 1911.